# عبد الرحمن وايس
عبد الرحمن ويس (باليونانية: Αμπντούλ Ραχμάν Ουές)‏ (ولد في 14 يونيو 1998 في أثينا)، هو لاعب كرة قدم يوناني من أصل سوري يعلب في مركز الظهير الأيمن في الدوري اليوناني للدرجة الأولى، مع نادي بلاتانياس.

## وصلات خارجية
- عبد الرحمن وايس على موقع الاتحاد الأوربي (الإنجليزية)
- عبد الرحمن وايس على موقع قاعدة بيانات كرة القدم.إي يو (الإنجليزية)
- عبد الرحمن وايس على موقع ناشيونال فوتبول تيمز (الإنجليزية)
- عبد الرحمن وايس على موقع Soccerbase.com (لاعب) (الإنجليزية)
- عبد الرحمن وايس على موقع Soccerway.com (الإنجليزية)
- عبد الرحمن وايس على موقع عالم كرة القدم.نت (الإنجليزية)